# Klaryski od wieczystej Adoracji

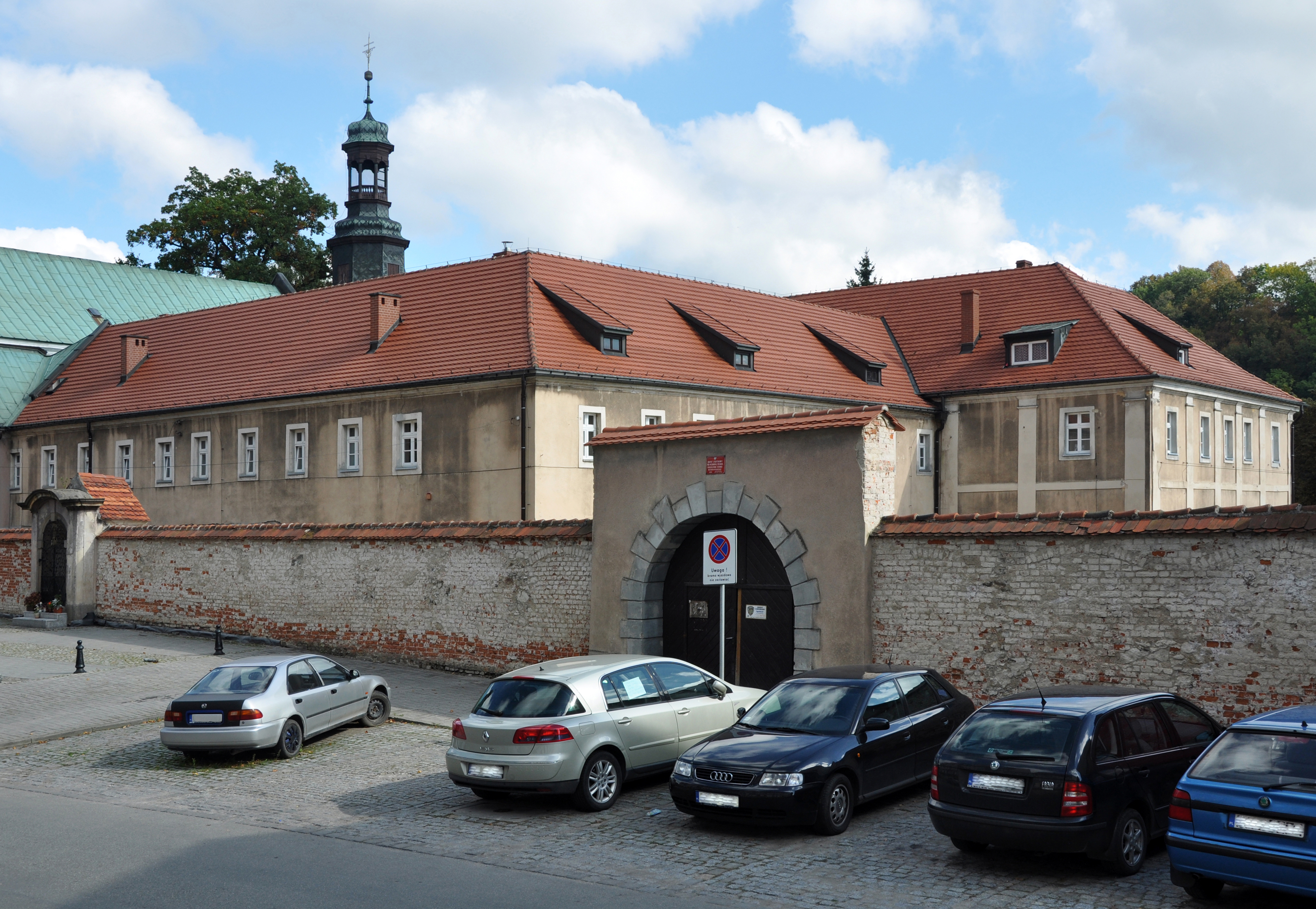
Klasztor Klarysek w Kłodzku

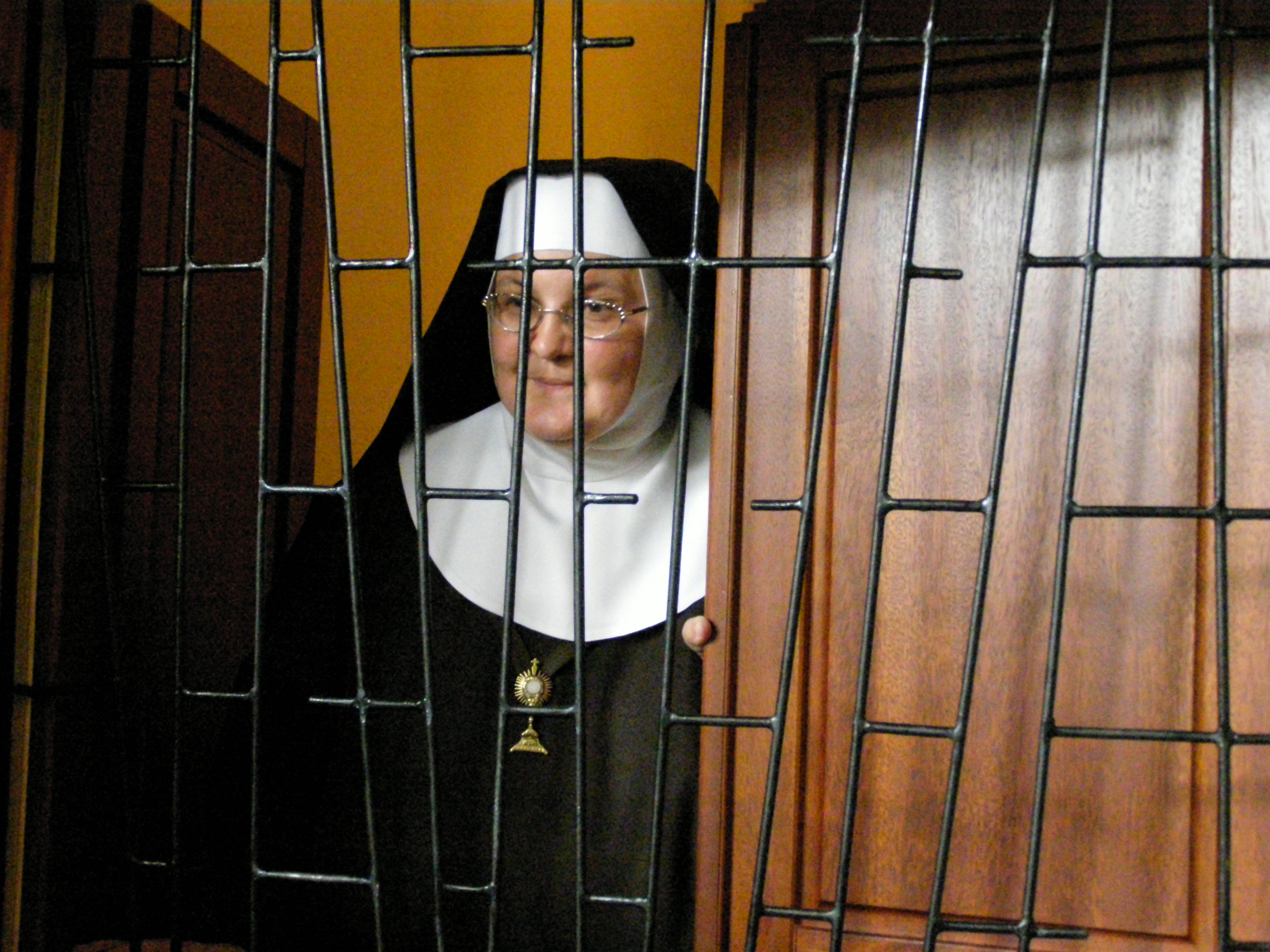
Mniszka klaryska

Klaryski od wieczystej Adoracji (początkowa nazwa franciszkanki Najświętszego Sakramentu) – zakon klauzurowy powstały w 1854 we Francji, łączący ideał klariańskiego ubóstwa z wieczystą adoracją Najświętszego Sakramentu w duchu dziękczynienia i ekspiacji. Instytut przynależy do II Zakonu franciszkańskiego.
Założyciele: O. Bonawentura Heurlaut OFMCap. (1816–1887) i M. Maria Klara Bouilleveaux (1820–1871). Do przeniesienia na grunt polski, a następnie rozpowszechnienia na inne kraje, przyczyniła się Matka Maria od Krzyża (Ludwika Nałęcz-Morawska 1842–1906). Dzięki jej staraniom powstał kościół Serca Pana Jezusa i klasztor Franciszkanek we Lwowie.
Modlitwa wspólnotowa, a zwłaszcza adoracja Najświętszego Sakramentu, wyznacza codzienny rytm dnia każdej mniszki klaryski. Jest sercem ich ukrytego życia i istotą charyzmatu realizowanego w ramach wielkiej rodziny franciszkańskiej.
Każda siostra posiada przywilej odprawiania 1 godz. adoracji w ciągu dnia, w nocy natomiast siostry czuwają przez 2 godz. Pozwala to na prowadzenie nieustającej modlitwy adoracyjnej przez całą dobę. Każda mniszka spędza dziennie na modlitwie i kontemplacji około 7 godzin.
Swoją modlitwą siostry ogarniają aktualne potrzeby Kościoła, jego dzieła misyjne i apostolskie. Często do furty klasztornej pukają ludzie, by prosić o modlitwę w różnych intencjach, które siostry przyjmują.
Poza modlitwą, mniszki zajmują się pracą, pozwalającą na utrzymanie klasztoru, jak np.: krawiectwo i haft liturgiczny, malowanie obrazów, wypiek komunikantów oraz wykonują zwykłe domowe prace w klasztorze i ogrodzie.
Obecnie zakon posiada 8 domów zakonnych w Polsce:
- Słupsk, Elbląg, Hajnówka, Kęty, Kłodzko, Pniewy, Bydgoszcz, Ząbkowice Śląskie,
- 1 w Kazachstanie,1 w Austrii, 1 w Niemczech, 5 w USA, 2 w Bangladeszu, 15 w Indiach.

Zakon ten jest często mylony z najstarszą gałęzią klarysek: zakonem świętej Klary. Obie wspólnoty żyją zgodnie z regułą II Zakonu świętego Franciszka napisaną w 1253 przez św. Klarę z Asyżu, jednak tylko klaryski od Wieczystej Adoracji, młodsza gałąź zakonu, zajmują się nieustanną adoracją Jezusa w Najświętszym Sakramencie.